# Persone di nome Luciano
| Questa pagina contiene informazioni ricavate automaticamente dalle voci biografiche con l'ausilio del template Bio e di un bot. L'aggiornamento è periodico e automatico e ricostruisce completamente la pagina. Se manca una persona in questa lista, sei pregato di non aggiungerla, ma accertati piuttosto che la sua voce biografica contenga il template Bio e che i dati anagrafici siano correttamente compilati. Se il template Bio manca, inseriscilo tu stesso o, in alternativa, metti l'avviso {{tmp\|Bio}} che ne segnala la mancanza. Se i dati riportati sono sbagliati, correggi direttamente la voce biografica; le modifiche saranno visibili in questa lista entro pochi giorni. Per chiarimenti vedi il progetto antroponimi. La lista contiene solo le 576 persone che sono citate nell'enciclopedia e per le quali è stato implementato correttamente il template Bio. Pagina aggiornata al 6 ago 2025. |

Questa è una lista di persone presenti nell'enciclopedia che hanno il nome Luciano, suddivise per attività principale.

## Allenatori di calcio(20)
- Luciano Adami, allenatore di calcio e ex calciatore italiano (Brescia, n. 1957)
- Luciano Aristei, allenatore di calcio e ex calciatore italiano (Spello, n. 1948)
- Luciano Becchio, allenatore di calcio e ex calciatore argentino (Córdoba, n. 1983)
- Luciano Bruni, allenatore di calcio e ex calciatore italiano (Livorno, n. 1960)
- Luciano Cesini, allenatore di calcio e ex calciatore italiano (Piadena, n. 1948)
- Luciano De Paola, allenatore di calcio e ex calciatore italiano (Crotone, n. 1961)
- Luciano Figueroa, allenatore di calcio e ex calciatore argentino (Rosario, n. 1981)
- Luciano Filippelli, allenatore di calcio e calciatore italiano (Pisa, n. 1924)
- Luciano de Souza, allenatore di calcio e ex calciatore brasiliano (Volta Redonda, n. 1972)
- Luciano Malaman, allenatore di calcio e ex calciatore italiano (Frassinelle Polesine, n. 1962)
- Luciano Mancini, allenatore di calcio italiano (Perugia, n. 1953)
- Luciano Mularoni, allenatore di calcio e ex calciatore sammarinese (San Marino, n. 1971)
- Luciano Panetti, allenatore di calcio e calciatore italiano (Porto Recanati, n. 1929 - Civitanova Marche, † 2016)
- Luciano Pirazzini, allenatore di calcio e calciatore italiano (Pavullo nel Frignano, n. 1932 - Pavullo nel Frignano, † 1998)
- Luciano Robotti, allenatore di calcio e calciatore italiano (Alessandria, n. 1914 - Novi Ligure, † 1988)
- Luciano Sassi, allenatore di calcio e calciatore italiano (Milano, n. 1931 - † 2011)
- Luciano Spalletti, allenatore di calcio e ex calciatore italiano (Certaldo, n. 1959)
- Luciano Tessari, allenatore di calcio e ex calciatore italiano (San Martino Buon Albergo, n. 1928)
- Luciano Zauri, allenatore di calcio e ex calciatore italiano (Pescina, n. 1978)
- Luciano Zecchini, allenatore di calcio e ex calciatore italiano (Forlimpopoli, n. 1949)

## Allenatori di calcio a 5(1)
- Luciano Antonelli, allenatore di calcio a 5 e ex giocatore di calcio a 5 argentino (Buenos Aires, n. 1979)

## Allenatori di hockey su ghiaccio(1)
- Luciano Basile, allenatore di hockey su ghiaccio canadese (Montréal, n. 1959)

## Allenatori di pallavolo(1)
- Luciano Pedullà, allenatore di pallavolo italiano (Novara, n. 1957)

## Alpinisti(1)
- Luciano Ratto, alpinista italiano (Châtillon, n. 1932 - Druento, † 2023)

## Ammiragli(1)
- Luciano Doria, ammiraglio italiano (Genova - Pola, † 1379)

## Anarchici(1)
- Luciano Farinelli, anarchico e pubblicista italiano (Ancona, n. 1931 - Arcevia, † 1995)

## Antifascisti(1)
- Luciano Bolis, antifascista e partigiano italiano (Milano, n. 1918 - Roma, † 1993)

## Arbitri di calcio(4)
- Luciano Giunti, arbitro di calcio italiano (Arezzo, n. 1930 - † 2003)
- Luciano Luci, ex arbitro di calcio italiano (Campiglia Marittima, n. 1949)
- Luciano Politano, arbitro di calcio italiano (Cuneo, n. 1927)
- Luciano Augusto Teoton Almeida, ex arbitro di calcio brasiliano (Brasilia, n. 1959)

## Archeologi(1)
- Luciano Laurenzi, archeologo e storico dell'arte italiano (Trieste, n. 1902 - Udine, † 1966)

## Architetti(4)
- Luciano Baldessari, architetto, scenografo e designer italiano (Rovereto, n. 1896 - Milano, † 1982)
- Luciano Calosso, architetto, scenografo e costumista italiano (Roma, n. 1953)
- Luciano Grossi Bianchi, architetto, storico dell'architettura e ingegnere italiano (Genova, n. 1922 - Genova, † 2013)
- Luciano Laurana, architetto italiano (Aurana - Pesaro, † 1479)

## Arcivescovi cattolici(5)
- Luciano Angeloni, arcivescovo cattolico italiano (Porto Maurizio, n. 1917 - Albenga, † 1996)
- Luciano Pedro Mendes de Almeida, arcivescovo cattolico e gesuita brasiliano (Rio de Janeiro, n. 1930 - San Paolo, † 2006)
- Luciano Pérez Platero, arcivescovo cattolico spagnolo (Arizaleta, n. 1882 - Burgos, † 1963)
- Luciano Russo, arcivescovo cattolico italiano (Lusciano, n. 1963)
- Luciano Suriani, arcivescovo cattolico italiano (Atessa, n. 1957)

## Astrofisici(1)
- Luciano Rezzolla, astrofisico italiano (Milano, n. 1967)

## Astronomi(3)
- Luciano Chiara, astronomo e matematico italiano (Petralia Sottana, n. 1910 - Palermo, † 1969)
- Luciano Lai, astronomo italiano (n. 1948)
- Luciano Zannoni, astronomo italiano (La Spezia, n. 1937 - La Spezia, † 2005)

## Attivisti(1)
- Luciano Della Mea, attivista, partigiano e giornalista italiano (Torre Alta, n. 1924 - Firenze, † 2003)

## Attori(27)
- Luciano Albertini, attore, regista e produttore cinematografico italiano (Lugo, n. 1882 - Budrio, † 1945)
- Luciano Bartoli, attore italiano (Roma, n. 1946 - Roma, † 2019)
- Luciano Bonanni, attore italiano (Roma, n. 1922 - Roma, † 1991)
- Luciano Cáceres, attore argentino (Buenos Aires, n. 1977)
- Luciano Castro, attore argentino (Villa del Parque, n. 1975)
- Luciano Catenacci, attore italiano (Roma, n. 1933 - Melbourne, † 1990)
- Luciano Chitarrini, attore e giornalista italiano (Genova, n. 1923 - Roma, † 2010)
- Luciano Curreli, attore italiano (Cagliari, n. 1965)
- Luciano De Ambrosis, attore, doppiatore e direttore del doppiaggio italiano (Torino, n. 1937)
- Luciano De Luca, attore italiano (Pescara, n. 1961)
- Luciano Federico, attore italiano (Sanremo, n. 1968)
- Luciano Francioli, attore italiano (Roma, n. 1932 - Roma, † 2014)
- Luciano Gubinelli, attore italiano (Marcellina, n. 1966 - Tivoli, † 2014)
- Tony Kendall, attore italiano (Roma, n. 1936 - Roma, † 2009)
- Luciano Marin, attore italiano (Roma, n. 1931 - Roma, † 2019)
- Luciano Melani, attore, doppiatore e direttore del doppiaggio italiano (Pistoia, n. 1928 - Roma, † 2013)
- Luciano Molinari, attore, cantante e imitatore italiano (Garlasco, n. 1880 - Torino, † 1940)
- Luciano Mondolfo, attore e regista italiano (Firenze, n. 1910 - Roma, † 1978)
- Luciano Pigozzi, attore italiano (Novellara, n. 1927 - Roma, † 2008)
- Luciano Roffi, attore, doppiatore e dialoghista italiano (Bologna, n. 1949)
- Luciano Roman, attore e regista teatrale italiano (Milano, n. 1965)
- Luciano Rossi, attore italiano (Roma, n. 1934 - Roma, † 2005)
- Luciano Scarpa, attore italiano (Caserta, n. 1970)
- Luciano Charles Scorsese, attore statunitense (New York, n. 1913 - New York, † 1993)
- Luciano Szafir, attore e modello brasiliano (São Paulo, n. 1968)
- Luciano Turi, attore italiano (Campiglia Marittima, n. 1941)
- Luciano Virgilio, attore italiano (Udine, n. 1943)

## Attori teatrali(1)
- Luciano Alberici, attore teatrale italiano (Bologna, n. 1923 - Roma, † 1974)

## Avvocati(1)
- Luciano Ferragni, avvocato e politico italiano (Cremona, n. 1853 - Cremona, † 1911)

## Bassi(1)
- Luciano Neroni, basso italiano (Ripatransone, n. 1909 - Ripatransone, † 1951)

## Bassisti(1)
- Luciano Ghezzi, bassista italiano (n. 1963 - † 2020)

## Biologi(1)
- Luciano Garofano, biologo italiano (Roma, n. 1953)

## Bobbisti(2)
- Luciano Alberti, bobbista e hockeista su ghiaccio italiano (Belluno, n. 1932 - † 2021)
- Luciano De Paolis, ex bobbista italiano (Roma, n. 1941)

## Cabarettisti(1)
- Luciano Sada, cabarettista e cantante italiano (Milano, n. 1929 - Milano, † 1999)

## Canoisti(1)
- Luciano Buonfiglio, ex canoista e dirigente sportivo italiano (Napoli, n. 1950)

## Canottieri(2)
- Luciano Negrini, canottiere italiano (Venezia, n. 1920 - Lecco, † 2012)
- Luciano Sgheiz, ex canottiere italiano (Colico, n. 1941)

## Cantanti(11)
- Luciano Benevene, cantante italiano (Torino, n. 1925 - Melbourne, † 2002)
- Luciano Bonfiglioli, cantante italiano (Bologna, n. 1922 - Torino, † 1995)
- Luciano Glori, cantante italiano (Napoli, n. 1930 - Napoli, † 2000)
- Luciano Lualdi, cantante italiano (Napoli, n. 1934 - † 2001)
- Luciano, cantante giamaicano (Davey Town, n. 1964)
- Luciano Pereyra, cantante argentino (Luján, n. 1981)
- Luciano Rondinella, cantante, attore e imprenditore italiano (Napoli, n. 1933 - Napoli, † 2020)
- Luciano Tajoli, cantante e attore italiano (Milano, n. 1920 - Merate, † 1996)
- Luciano Tomei, cantante, compositore e pianista italiano (Napoli, n. 1946)
- Luciano Vieri, cantante italiano (Roma, n. 1945 - Roma, † 1964)
- Luciano Virgili, cantante italiano (Livorno, n. 1922 - Prato, † 1986)

## Cantautori(5)
- Luciano Caldore, cantautore e attore italiano (Napoli, n. 1974)
- Luciano Ceri, cantautore, giornalista e conduttore radiofonico italiano (Mogadiscio, n. 1951)
- Luciano Ligabue, cantautore e regista italiano (Correggio, n. 1960)
- Luciano Ravasio, cantautore italiano (Presezzo, n. 1950)
- Luciano Rossi, cantautore italiano (Roma, n. 1945 - Roma, † 2023)

## Cestisti(6)
- Luciano Antonini, cestista italiano (Trieste, n. 1906 - † 1971)
- Luciano Bosio, ex cestista italiano (Fontanella, n. 1959)
- Luciano González, cestista argentino (Paraná, n. 1990)
- Luciano Massarelli, cestista argentino (Buenos Aires, n. 1993)
- Luciano Parodi, cestista uruguaiano (Paysandú, n. 1994)
- Luciano Vendemini, cestista italiano (Sant'Ermete, n. 1952 - Forlì, † 1977)

## Chimici(1)
- Luciano Caglioti, chimico italiano (Roma, n. 1933 - † 2021)

## Chirurghi(1)
- Luciano Motroni, chirurgo italiano (Livorno, n. 1905 - Prizren, † 1989)

## Chitarristi(1)
- Luciano Ciccaglioni, chitarrista e compositore italiano (Roma, n. 1946)

## Ciclisti(1)
- Luciano Berruti, ciclista italiano (Cosseria, n. 1943 - Colle del Melogno, † 2017)

## Ciclisti su strada(17)
- Luciano Armani, ciclista su strada italiano (Felegara di Medesano, n. 1940 - Fidenza, † 2023)
- Luciano Borgognoni, ciclista su strada e pistard italiano (Gallarate, n. 1951 - Gallarate, † 2014)
- Luciano Chiti, ciclista su strada italiano (Tizzana, n. 1929 - Pistoia, † 2015)
- Luciano Ciancola, ciclista su strada italiano (Roma, n. 1929 - Ardea, † 2011)
- Luciano Conati, ciclista su strada italiano (Marano di Valpolicella, n. 1950 - Verona, † 2016)
- Luciano Cremonese, ciclista su strada italiano (Rovarè, n. 1926 - Venezia, † 1963)
- Luciano Dalla Bona, ex ciclista su strada italiano (Pressana, n. 1943)
- Luciano Frosini, ciclista su strada italiano (La Rotta di Pontedera, n. 1927 - Follonica, † 2017)
- Luciano Galbo, ciclista su strada italiano (Padova, n. 1943 - Trofarello, † 2011)
- Luciano Loro, ex ciclista su strada italiano (Bassano del Grappa, n. 1954)
- Luciano Maggini, ciclista su strada italiano (Seano, n. 1925 - Seano, † 2012)
- Luciano Montero, ciclista su strada spagnolo (Gemuño, n. 1908 - Buenos Aires, † 1993)
- Luciano Montero Rechou, ciclista su strada spagnolo (Bayonne, n. 1930 - Ordizia, † 2012)
- Luciano Pagliarini, ex ciclista su strada brasiliano (Arapongas, n. 1978)
- Luciano Rabottini, ex ciclista su strada italiano (Beyne-Heusay, n. 1958)
- Luciano Sambi, ex ciclista su strada italiano (Sogliano al Rubicone, n. 1942)
- Luciano Succi, ciclista su strada italiano (Forlì, n. 1915 - Predappio, † 2010)

## Compositori(9)
- Luciano Berio, compositore italiano (Imperia, n. 1925 - Roma, † 2003)
- Luciano Bettarini, compositore italiano (Prato, n. 1914 - Prato, † 1997)
- Luciano Chailly, compositore italiano (Ferrara, n. 1920 - Milano, † 2002)
- Luciano Chessa, compositore e pianista italiano (Sassari, n. 1971)
- Luciano Cilio, compositore italiano (Napoli, n. 1950 - Napoli, † 1983)
- Luciano Michelini, compositore, pianista e organista italiano (n. 1945)
- Luciano Sampaoli, compositore e regista italiano (Sant'Agata Feltria, n. 1955)
- Luciano Xavier Santos, compositore portoghese (Lisbona, n. 1734 - Lisbona, † 1808)
- Luciano Zotti, compositore, pianista e direttore d'orchestra italiano (Bari, n. 1934 - Sydney, † 1998)

## Conduttori radiofonici(1)
- DJ Giuseppe, conduttore radiofonico e disc jockey italiano (Milano, n. 1965)

## Conduttori televisivi(2)
- Luciano Huck, conduttore televisivo, giornalista e imprenditore brasiliano (San Paolo, n. 1971)
- Luciano Rispoli, conduttore televisivo, autore televisivo e conduttore radiofonico italiano (Reggio Calabria, n. 1932 - Roma, † 2016)

## Coreografi(1)
- Luciano Mattia Cannito, coreografo, regista e direttore artistico italiano (Isola del Liri, n. 1962)

## Cornisti(1)
- Luciano Giuliani, cornista italiano (Vecchiazzano, n. 1945)

## Criminali(3)
- Luciano Liboni, criminale italiano (Montefalco, n. 1957 - Roma, † 2004)
- Luciano Luberti, criminale e militare italiano (Roma, n. 1921 - Padova, † 2002)
- Luciano Lutring, criminale e scrittore italiano (Milano, n. 1937 - Verbania, † 2013)

## Critici cinematografici(1)
- Luciano De Feo, critico cinematografico italiano (Roma, n. 1894 - Roma, † 1974)

## Critici d'arte(2)
- Luciano Caramel, critico d'arte e storico dell'arte italiano (Como, n. 1935 - Erba, † 2022)
- Luciano Pistoi, critico d'arte, gallerista e editore italiano (Roma, n. 1927 - Radda in Chianti, † 1995)

## Critici letterari(2)
- Luciano De Maria, critico letterario, editore e traduttore italiano (Milano, n. 1928 - Milano, † 1993)
- Luciano Zagari, critico letterario e saggista italiano (Roma, n. 1928 - Pisa, † 2008)

## Critici teatrali(1)
- Luciano Cirri, critico teatrale e giornalista italiano (Pisa, n. 1931 - Roma, † 1983)

## Danzatori su ghiaccio(1)
- Luciano Milo, danzatore su ghiaccio italiano (Roma, n. 1980)

## Designer(3)
- Luciano Frigerio, designer, artista e musicista italiano (Desio, n. 1928 - Sanremo, † 1999)
- Luciano Marabese, designer italiano (Cerro Maggiore, n. 1948 - Cerro Maggiore, † 2016)
- Luciano Vistosi, designer e scultore italiano (Murano, n. 1931 - Venezia, † 2010)

## Diplomatici(1)
- Luciano Mascia, diplomatico italiano (Tunisi)

## Direttori d'orchestra(1)
- Luciano Rosada, direttore d'orchestra italiano (Venezia, n. 1923 - Milano, † 1998)

## Direttori della fotografia(2)
- Luciano Tovoli, direttore della fotografia italiano (Massa Marittima, n. 1936)
- Luciano Trasatti, direttore della fotografia italiano

## Dirigenti d'azienda(1)
- Luciano Guerrieri, dirigente d'azienda e politico italiano (Piombino, n. 1958)

## Dirigenti sportivi(6)
- Luciano Acciari, dirigente sportivo italiano (Roma, n. 1945)
- Luciano Miani, dirigente sportivo, allenatore di calcio e ex calciatore italiano (Chieti, n. 1956)
- Luciano Moggi, dirigente sportivo italiano (Monticiano, n. 1937)
- Luciano Nizzola, dirigente sportivo e avvocato italiano (Saluzzo, n. 1933 - Torino, † 2022)
- Luciano Ramella, dirigente sportivo, allenatore di calcio e calciatore italiano (Pollone, n. 1914 - Tomazina, † 1990)
- Luciano Rimoldi, dirigente sportivo italiano (Cortina d'Ampezzo, n. 1927 - Pieve di Cadore, † 2016)

## Discoboli(1)
- Luciano Zerbini, discobolo e pesista italiano (Lazise, n. 1960)

## Doppiatori(1)
- Luciano Marchitiello, doppiatore italiano (Roma, n. 1959)

## Driver ippici(1)
- Luciano Bechicchi, driver italiano (Bologna, n. 1928 - Cesenatico, † 2019)

## Editori(2)
- Luciano Foà, editore e traduttore italiano (Milano, n. 1915 - Milano, † 2005)
- Luciano Mauri, editore italiano (Marina di Massa, n. 1929 - Milano, † 2005)

## Filologi(2)
- Luciano Canfora, filologo classico, grecista e storico italiano (Bari, n. 1942)
- Luciano Nicastri, filologo classico e latinista italiano (Salerno, n. 1936 - Salerno, † 2013)

## Filosofi(6)
- Luciano Anceschi, filosofo e critico letterario italiano (Milano, n. 1911 - Bologna, † 1995)
- Luciano De Crescenzo, filosofo, scrittore e regista italiano (Napoli, n. 1928 - Roma, † 2019)
- Luciano Dottarelli, filosofo italiano (Bolsena, n. 1956)
- Luciano Floridi, filosofo italiano (Roma, n. 1964)
- Luciano Nanni, filosofo e semiologo italiano (Monzuno, n. 1939)
- Luciano Parinetto, filosofo italiano (Brescia, n. 1934 - Chiari, † 2001)

## Fisarmonicisti(1)
- Luciano Fancelli, fisarmonicista e compositore italiano (Foligno, n. 1928 - Terni, † 1953)

## Fisici(3)
- Luciano Fonda, fisico italiano (Pola, n. 1931 - Scardona, † 1998)
- Luciano Maiani, fisico sammarinese (Roma, n. 1941)
- Luciano Pietronero, fisico italiano (Roma, n. 1949)

## Fotografi(3)
- Luciano D'Alessandro, fotografo e giornalista italiano (Napoli, n. 1933 - Napoli, † 2016)
- Luciano Morpurgo, fotografo, editore e scrittore italiano (Spalato, n. 1886 - Roma, † 1971)
- Luciano del Castillo, fotografo e giornalista italiano (Palermo, n. 1960)

## Fumettisti(5)
- Luciano Bernasconi, fumettista italiano (Roma, n. 1939)
- Luciano Bottaro, fumettista italiano (Rapallo, n. 1931 - Rapallo, † 2006)
- Max Bunker, fumettista, scrittore e editore italiano (Milano, n. 1939)
- Luciano Capitanio, fumettista italiano (Venezia, n. 1934 - Venezia, † 1969)
- Luciano Gatto, fumettista italiano (Venezia, n. 1934)

## Funzionari(2)
- Luciano Di Castri, prefetto e politico italiano (Francavilla Fontana, n. 1882 - Bologna, † 1965)
- Luciano Maugeri, funzionario e politico italiano (Zafferana Etnea, n. 1888 - Palermo, † 1958)

## Galleristi(1)
- Luciano Inga Pin, gallerista, critico d'arte e editore italiano (Milano, n. 1927 - Milano, † 2009)

## Generali(3)
- Luciano Gottardo, generale italiano (Padova, n. 1940)
- Luciano Benjamín Menéndez, generale argentino (San Martín, n. 1927 - Córdoba, † 2018)
- Luciano Antonio Portolano, generale italiano (Agrigento, n. 1960)

## Geografi(1)
- Luciano Cordeiro, geografo e letterato portoghese (Mirandela, n. 1844 - Lisbona, † 1900)

## Ginnasti(1)
- Luciano Savorini, ginnasta italiano (Argenta, n. 1885 - Bologna, † 1964)

## Giocatori di calcio a 5(3)
- Luciano Avellino, giocatore di calcio a 5 argentino (Rosario, n. 1988)
- Luciano Gauna, giocatore di calcio a 5 argentino (Buenos Aires, n. 2001)
- Luciano González, giocatore di calcio a 5 statunitense (Stratford, n. 1994)

## Giornalisti(16)
- Luciano Antonetti, giornalista italiano (Roma, n. 1926 - Roma, † 2012)
- Luciano Barca, giornalista, scrittore e partigiano italiano (Roma, n. 1920 - Roma, † 2012)
- Luciano Caveri, giornalista e politico italiano (Aosta, n. 1958)
- Luciano Doria, giornalista, regista e sceneggiatore italiano (Roma, n. 1891 - Roma, † 1961)
- Luciano Foglietta, giornalista e scrittore italiano (Santa Sofia, n. 1922 - Forlì, † 2015)
- Luciano Fontana, giornalista italiano (Frosinone, n. 1959)
- Luciano Garibaldi, giornalista e saggista italiano (Roma, n. 1936 - Milano, † 2024)
- Luciano Giacotto, giornalista, produttore discografico e paroliere italiano (Torino, n. 1938 - † 2023)
- Luciano Lanna, giornalista e saggista italiano (Valmontone, n. 1960)
- Luciano Lombardi d'Aquino, giornalista italiano (Napoli, n. 1939)
- Luciano Magrini, giornalista e politico italiano (Trieste, n. 1885 - Milano, † 1957)
- Luciano Michetti Ricci, giornalista e regista italiano (Castiglion Fiorentino, n. 1929 - Roma, † 2009)
- Luciano Mirone, giornalista e saggista italiano (Catania, n. 1961)
- Luciano Onder, giornalista, conduttore televisivo e divulgatore scientifico italiano (Arsiè, n. 1943)
- Luciano Pignataro, giornalista, scrittore e gastronomo italiano (Salerno, n. 1957)
- Luciano Tavazza, giornalista italiano (Porretta Terme, n. 1926 - Roma, † 2000)

## Giuristi(3)
- Luciano Barra Caracciolo, giurista, magistrato e politico italiano (Roma, n. 1959)
- Luciano Guerzoni, giurista e politico italiano (Napoli, n. 1938 - Modena, † 2020)
- Luciano Vandelli, giurista italiano (Bologna, n. 1946 - Bologna, † 2019)

## Hockeisti su ghiaccio(1)
- Luciano Aquino, ex hockeista su ghiaccio canadese (Mississauga, n. 1985)

## Hockeisti su pista(1)
- Luciano Prandi, hockeista su pista italiano

## Imprenditori(6)
- Luciano Benetton, imprenditore, politico e dirigente sportivo italiano (Treviso, n. 1935)
- Luciano Bonetti, imprenditore, dirigente d'azienda e dirigente sportivo italiano (Bergamo, n. 1948)
- Luciano Cimmino, imprenditore, dirigente d'azienda e politico italiano (Napoli, n. 1944)
- Luciano Gaucci, imprenditore e dirigente sportivo italiano (Roma, n. 1938 - Santo Domingo, † 2020)
- Luciano Savio, imprenditore italiano (Pordenone, n. 1912 - Pordenone, † 2001)
- Luciano Scotti, imprenditore e politico italiano (Vittuone, n. 1885 - Vittuone, † 1956)

## Ingegneri(5)
- Luciano Conti, ingegnere italiano (Firenze, n. 1868 - Frascati, † 1940)
- Luciano Cresci, ingegnere e scrittore italiano (n. 1932 - † 2022)
- Luciano Franco, ingegnere e architetto italiano (Carlentini, n. 1868 - Catania, † 1943)
- Luciano Tosone, ingegnere e pittore italiano (Vasto, n. 1921 - Ortona, † 2004)
- Luciano Urquijo, ingegnere e hockeista su prato argentino (Córdoba, n. 1895 - San Sebastián, † 1984)

## Judoka(1)
- Luciano Di Palma, judoka italiano (Roma, n. 1944 - † 2016)

## Latinisti(2)
- Luciano Miori, latinista, grecista e traduttore italiano (Villa Lagarina, n. 1901 - Rovereto, † 1985)
- Luciano Perelli, latinista e storico italiano (Ivrea, n. 1916 - Sampeyre, † 1994)

## Linguisti(3)
- Luciano Agostiniani, linguista italiano (Pistoia, n. 1939 - Firenze, † 2022)
- Luciano Canepari, linguista italiano (Venezia, n. 1947)
- Luciano Satta, linguista, saggista e giornalista italiano (Siena, n. 1924 - Impruneta, † 1998)

## Lottatori(1)
- Luciano Del Rio, lottatore argentino (Puerto Pirámides, n. 1992)

## Mafiosi(1)
- Luciano Liggio, mafioso italiano (Corleone, n. 1925 - Nuoro, † 1993)

## Magistrati(2)
- Luciano Pagliaro, magistrato e giudice italiano (Mistretta, n. 1939 - Palermo, † 2021)
- Luciano Violante, ex magistrato e politico italiano (Dire Daua, n. 1941)

## Maratoneti(1)
- Luciano Acquarone, maratoneta e mezzofondista italiano (Imperia, n. 1930 - Imperia, † 2024)

## Matematici(1)
- Luciano De Simon, matematico italiano (Trieste, n. 1934 - Trieste, † 2002)

## Medici(1)
- Luciano Armanni, medico italiano (Napoli, n. 1839 - † 1903)

## Mezzofondisti(1)
- Luciano Sušanj, mezzofondista, velocista e dirigente sportivo jugoslavo (Fiume, n. 1948 - Fiume, † 2024)

## Militari(4)
- Luciano Capitò, militare italiano (Venezia, n. 1899 - fronte russo, † 1943)
- Luciano Pignatelli, militare italiano (Giovinazzo, n. 1963 - Castel Morrone, † 1987)
- Luciano Roiti, militare italiano
- Luciano Zani, militare italiano (Cormons, n. 1907 - Milano, † 1992)

## Multiplisti(1)
- Luciano Paccagnella, ex multiplista italiano (Vigodarzere, n. 1939)

## Musicisti(2)
- Luciano Angeleri, musicista italiano (Vercelli, n. 1941)
- Luciano Fineschi, musicista, compositore e arrangiatore italiano (Torino, n. 1925 - Contursi Terme, † 2006)

## Neuroscienziati(1)
- Luciano Fadiga, neuroscienziato italiano (Bologna, n. 1961)

## Nobili(1)
- Napoleone Luciano Carlo Murat, nobile e politico francese (Milano, n. 1803 - Parigi, † 1878)

## Nuotatori(2)
- Luciano Rovere, nuotatore e pallanuotista argentino (n. 1908)
- Luciano Trolli, nuotatore e ingegnere italiano (Como, n. 1904 - Como, † 1973)

## Orientalisti(1)
- Luciano Petech, orientalista e storico delle religioni italiano (Trieste, n. 1914 - Roma, † 2010)

## Pallavolisti(6)
- Luciano Abramo, pallavolista, allenatore di pallavolo e dirigente sportivo italiano (Catania, n. 1933 - Modena, † 1980)
- Luciano Bozko, pallavolista brasiliano (Porto Alegre, n. 1978)
- Luciano De Cecco, pallavolista argentino (Santa Fe, n. 1988)
- Luciano Palonsky, pallavolista argentino (Buenos Aires, n. 1999)
- Luciano Vicentín, pallavolista argentino (Paraná, n. 2000)
- Luciano Zornetta, pallavolista argentino (Buenos Aires, n. 1993)

## Parolieri(1)
- Luciano Beretta, paroliere, cantante e ballerino italiano (Milano, n. 1928 - Caprino Veronese, † 1994)

## Partigiani(5)
- Luciano Dal Cero, partigiano italiano (Monteforte d'Alpone, n. 1915 - Gambellara, † 1945)
- Luciano Domenico, partigiano italiano (Givoletto, n. 1933 - Givoletto, † 1945)
- Luciano Pezzi, partigiano, ciclista su strada e dirigente sportivo italiano (Russi, n. 1921 - Bologna, † 1998)
- Luciano Tavilla, partigiano italiano (Santo Stefano di Magra, n. 1925 - Fondotoce, † 1945)
- Luciano Tondelli, partigiano italiano (n. 1926 - Correggio, † 1945)

## Patrioti(2)
- Luciano Mereu, patriota italiano (Nizza, n. 1842 - Roma, † 1907)
- Luciano Raveggi, patriota italiano (Orbetello, n. 1837 - Siena, † 1899)

## Pedagogisti(1)
- Luciano Galliani, pedagogista e politico italiano (Ferrara, n. 1943)

## Pianisti(2)
- Luciano Luciani, pianista italiano (Amantea, n. 1880)
- Luciano Troja, pianista e compositore italiano (Messina, n. 1963)

## Piloti automobilistici(1)
- Luciano Burti, ex pilota automobilistico brasiliano (San Paolo, n. 1975)

## Piloti motociclistici(1)
- Luciano Benavides, pilota motociclistico argentino (Salta, n. 1995)

## Pittori(11)
- Luciano Albertini, pittore italiano (Verona, n. 1910 - Verona, † 1985)
- Luciano Bianchi Scarella, pittore italiano (Imperia, n. 1922 - † 2017)
- Luciano Borzone, pittore italiano (Genova, n. 1590 - Genova, † 1645)
- Luciano Caldari, pittore italiano (Savignano sul Rubicone, n. 1925 - Cesena, † 2012)
- Luciano De Liberato, pittore italiano (Chieti, n. 1947)
- Luciano De Vita, pittore, incisore e scenografo italiano (Ancona, n. 1929 - Bologna, † 1992)
- Luciano Guarnieri, pittore italiano (Firenze, n. 1930 - Firenze, † 2009)
- Luciano Lanati, pittore italiano (Alassio, n. 1937 - Alassio, † 2019)
- Luciano Nezzo, pittore italiano (Badia Polesine, n. 1856 - Urbino, † 1903)
- Luciano Ricchetti, pittore italiano (Piacenza, n. 1897 - Piacenza, † 1977)
- Luciano Ventrone, pittore italiano (Roma, n. 1942 - Collelongo, † 2021)

## Poeti(7)
- Luciano Budigna, poeta, critico d'arte e traduttore italiano (Trieste, n. 1924 - Milano, † 1988)
- Luciano Caruso, poeta, artista e giornalista italiano (Foglianise, n. 1944 - Firenze, † 2002)
- Luciano Cecchinel, poeta italiano (Lago, n. 1947)
- Luciano Erba, poeta, critico letterario e traduttore italiano (Milano, n. 1922 - Milano, † 2010)
- Luciano Folgore, poeta italiano (Roma, n. 1888 - Roma, † 1966)
- Luciano Luisi, poeta, scrittore e giornalista italiano (Livorno, n. 1924 - Roma, † 2021)
- Luciano Morandini, poeta italiano (San Giorgio di Nogaro, n. 1928 - Buja, † 2009)

## Politologi(1)
- Luciano Ferrari Bravo, politologo italiano (Venezia, n. 1940 - Padova, † 2000)

## Presbiteri(4)
- Luciano Marrucci, presbitero, scrittore e docente italiano (San Miniato, n. 1929 - Empoli, † 2015)
- Luciano Migliavacca, presbitero, direttore di coro e compositore italiano (Milano, n. 1919 - Milano, † 2013)
- Luciano Rossi, presbitero e poeta italiano (Campo Ligure, n. 1683 - † 1754)
- Luciano Usai, presbitero e militare italiano (San Gavino Monreale, n. 1912 - Jundiaí do Sul, † 1981)

## Procuratori sportivi(1)
- Luciano Capicchioni, procuratore sportivo e dirigente sportivo sammarinese (Rimini, n. 1946 - San Marino, † 2021)

## Produttori cinematografici(2)
- Luciano Martino, produttore cinematografico, regista e sceneggiatore italiano (Napoli, n. 1933 - Malindi, † 2013)
- Luciano Stella, produttore cinematografico e sceneggiatore italiano (n. 1954)

## Psicologi(4)
- Luciano Arcuri, psicologo italiano (Trento, n. 1940 - Venezia, † 2024)
- Luciano Cian, psicologo e presbitero italiano (Trebaseleghe, n. 1939 - Villejuif, † 1993)
- Luciano Mecacci, psicologo italiano (Livorno, n. 1946)
- Luciano Rispoli, psicologo e psicoterapeuta italiano (Napoli, n. 1946)

## Pugili(3)
- Luciano Abis, pugile italiano (Cagliari, n. 1979)
- Luciano Bruno, ex pugile italiano (Foggia, n. 1963)
- Luciano Leonel Cuello, pugile argentino (La Plata, n. 1984)

## Registi(11)
- Luciano B. Carlos, regista, sceneggiatore e attore filippino (n. 1925 - Fullerton, † 2002)
- Luciano Emmer, regista, sceneggiatore e montatore italiano (Milano, n. 1918 - Roma, † 2009)
- Luciano Ercoli, regista, produttore cinematografico e sceneggiatore italiano (Roma, n. 1929 - Barcellona, † 2015)
- Luciano Lucignani, regista, sceneggiatore e critico teatrale italiano (Roma, n. 1922 - Roma, † 2008)
- Luciano Luminelli, regista e sceneggiatore italiano (Roma, n. 1962)
- Luciano Manuzzi, regista e sceneggiatore italiano (Cesena, n. 1952)
- Luciano Melchionna, regista, drammaturgo e attore italiano (Latina, n. 1967)
- Luciano Odorisio, regista e sceneggiatore italiano (Chieti, n. 1942)
- Luciano Onetti, regista cinematografico, musicista e compositore argentino (Azul, n. 1983)
- Luciano Ricci, regista italiano (Santa Vittoria in Matenano, n. 1928 - Samoa, † 1973)
- Luciano Salce, regista, attore e sceneggiatore italiano (Roma, n. 1922 - Roma, † 1989)

## Religiosi(1)
- Luciano Fulvi, religioso, presbitero e missionario italiano (Uzzano, n. 1928 - Gulu, † 2004)

## Saltatori con gli sci(1)
- Luciano Zampatti, saltatore con gli sci italiano (St. Moritz, n. 1903 - Ponte di Legno, † 1957)

## Scacchisti(1)
- Luciano Lilloni, scacchista italiano (Milano, n. 1929 - Luino, † 2000)

## Sceneggiatori(2)
- Luciano Codignola, sceneggiatore e drammaturgo italiano (Genova, n. 1920 - Sestri Levante, † 1986)
- Luciano Vincenzoni, sceneggiatore italiano (Treviso, n. 1926 - Roma, † 2013)

## Scenografi(5)
- Luciano Damiani, scenografo, costumista e regista teatrale italiano (Bologna, n. 1923 - Roma, † 2007)
- Luciano Puccini, scenografo e designer italiano (Roma, n. 1942)
- Luciano Ricceri, scenografo, produttore cinematografico e costumista italiano (Roma, n. 1940 - Orte, † 2020)
- Luciano Spadoni, scenografo italiano
- Luciano Vincenti, scenografo e costumista italiano (Pescia, n. 1936)

## Schermidori(1)
- Luciano Inostroza, ex schermidore cileno (n. 1968)

## Scrittori(11)
- Luciano Anselmi, scrittore e giornalista italiano (Fano, n. 1934 - Fano, † 1996)
- Luciano Bianciardi, scrittore, giornalista e traduttore italiano (Grosseto, n. 1922 - Milano, † 1971)
- Luciano Bonati, scrittore e giornalista italiano (Riccò del Golfo di Spezia, n. 1939)
- Luciano Comida, scrittore italiano (Trieste, n. 1954 - Trieste, † 2011)
- Massimo Consoli, scrittore, giornalista e traduttore italiano (Roma, n. 1945 - Roma, † 2007)
- Luciano di Samosata, scrittore, retore e filosofo siro (Samosata - Atene)
- Luciano Marigo, scrittore italiano (Schio, n. 1931 - Santorso, † 2017)
- Luciano Scarabelli, scrittore, storico e politico italiano (Piacenza, n. 1806 - Piacenza, † 1878)
- Luciano Serra, scrittore italiano (Reggio Emilia, n. 1920 - Reggio Emilia, † 2014)
- Luciano Zeppegno, scrittore italiano (Milano - Roma, † 1985)
- Luciano Zuccoli, scrittore, giornalista e romanziere svizzero (Calprino, n. 1868 - Parigi, † 1929)

## Scultori(4)
- Luciano Campisi, scultore italiano (Siracusa, n. 1860 - Siracusa, † 1933)
- Luciano Ceschia, scultore e pittore italiano (Tarcento, n. 1925 - Udine, † 1991)
- Luciano Fabro, scultore, scrittore e docente italiano (Torino, n. 1936 - Milano, † 2007)
- Luciano Minguzzi, scultore, medaglista e incisore italiano (Bologna, n. 1911 - Milano, † 2004)

## Siepisti(2)
- Luciano Carchesio, ex siepista italiano (n. 1961)
- Luciano Di Pardo, ex siepista e mezzofondista italiano (Bad Schwalbach, n. 1975)

## Sindacalisti(3)
- Luciano Gottardi, sindacalista e politico italiano (Ferrara, n. 1899 - Verona, † 1944)
- Luciano Lama, sindacalista, politico e partigiano italiano (Gambettola, n. 1921 - Roma, † 1996)
- Luciano Rufino, sindacalista e politico italiano (Melfi, n. 1926 - Roma, † 1985)

## Sociologi(1)
- Luciano Gallino, sociologo e scrittore italiano (Torino, n. 1927 - Torino, † 2015)

## Sollevatori(2)
- Luciano De Genova, sollevatore italiano (Genova, n. 1931 - Bogliasco, † 2019)
- Luciano Zardi, ex sollevatore italiano (Ferrara, n. 1930)

## Stilisti(1)
- Luciano Soprani, stilista italiano (Reggiolo, n. 1946 - Milano, † 1999)

## Storici(4)
- Luciano Cafagna, storico e politico italiano (Avellino, n. 1926 - Roma, † 2012)
- Luciano Casali, storico italiano (Russi, n. 1940)
- Luciano Guerci, storico italiano (Alessandria, n. 1941 - Torino, † 2017)
- Luciano Marrocu, storico e scrittore italiano (Guspini, n. 1948)

## Storici dell'arte(2)
- Luciano Bellosi, storico dell'arte italiano (Scandicci, n. 1936 - Firenze, † 2011)
- Luciano Berti, storico dell'arte italiano (Firenze, n. 1922 - Firenze, † 2010)

## Tennisti(1)
- Luciano Darderi, tennista italiano (Villa Gesell, n. 2002)

## Tenori(2)
- Luciano Ganci, tenore italiano (Roma, n. 1982)
- Luciano Pavarotti, tenore italiano (Modena, n. 1935 - Modena, † 2007)

## Teologi(2)
- Luciano di Antiochia, teologo romano (Samosata - Nicomedia, † 312)
- Luciano Padovese, teologo italiano (Pordenone, n. 1932 - Pordenone, † 2022)

## Tiratori a volo(1)
- Luciano Giovannetti, tiratore a volo italiano (Pistoia, n. 1945)

## Triatleti(1)
- Luciano Taccone, triatleta argentino (Quilmes, n. 1989)

## Trombettisti(1)
- Luciano Biasutti, trombettista italiano (Udine, n. 1933)

## Tuffatori(1)
- Luciano Cozzi, tuffatore italiano (Milano, n. 1909 - Milano, † 1996)

## Velocisti(1)
- Luciano Caravani, ex velocista italiano (Vicenza, n. 1953)

## Vescovi(1)
- Luciano di Lentini, vescovo italiano (Lentini - Lentini)

## Vescovi cattolici(9)
- Luciano Bergamin, vescovo cattolico e missionario italiano (Loria, n. 1944)
- Luciano Bucci, vescovo cattolico e francescano italiano (Castel Frentano, n. 1842 - Sora, † 1900)
- Luciano Bux, vescovo cattolico italiano (Bari, n. 1936 - Bari, † 2014)
- Luciano Capelli, vescovo cattolico e missionario italiano (Tirano, n. 1947)
- Luciano Geraci, vescovo cattolico italiano (Petralia Sottana, n. 1877 - Petralia Sottana, † 1946)
- Luciano Giovannetti, vescovo cattolico italiano (Civitella in Val di Chiana, n. 1934 - Arezzo, † 2024)
- Luciano Monari, vescovo cattolico italiano (Sassuolo, n. 1942)
- Luciano Pacomio, vescovo cattolico italiano (Villanova Monferrato, n. 1941)
- Luciano Paolucci Bedini, vescovo cattolico italiano (Jesi, n. 1968)

## Veterinari(1)
- Luciano Tesi, veterinario italiano (Monsummano Terme, n. 1931)

## Senza attività specificata(6)
- Luciano Muratori, tecnico del suono italiano (Roma, n. 1954)
- Luciano Nicoletti, italiano (Prizzi, n. 1851 - Corleone, † 1905)
- Luciano Orquera, allenatore di rugby a 15 e ex rugbista a 15 argentino (Córdoba, n. 1981)
- Luciano Santolini, ex tiratore a volo sammarinese (n. 1953)
- Luciano Torani, tecnico del suono e produttore discografico italiano (Roma, n. 1952)
- Luciano I di Monaco, monegasco (Monaco, n. 1487 - Monaco, † 1523)